# Gabriel Trejo y Paniagua
Gabriel kardinal Trejo y Paniagua, španski duhovnik, škof in kardinal, * 1562, Casas de Millán, † 12. februar 1630.

## Življenjepis
2. decembra 1615 je bil povzdignjen v kardinala.
9. junija 1625 je bil imenovan za nadškofa Salerna in 28. aprila 1627 za nadškofa (osebni naziv) škofije Málaga.